# مدوی (ماساچوست)
مدوی، ماساچوست
مدوی(به انگلیسی: Medway) شهرکی در شهرستان نورفولک ایالت ماساچوست می‌باشد که در سال ۱۷۱۳ بنیان‌گذاری شده‌است. این شهرک در سرشماری سال ۲۰۱۰ میلادی، ۱۲٬۷۵۲ نفر جمعیت داشته‌است.